# Bachtold Glacier
Bachtold Glacier är en glaciär i Antarktis. Den ligger i Östantarktis. Nya Zeeland gör anspråk på området. Bachtold Glacier ligger 858 meter över havet.
Terrängen runt Bachtold Glacier är huvudsakligen kuperad, men norrut är den platt. Trakten är obefolkad. Det finns inga samhällen i närheten. 